# Коммунистическая партия Индии (марксистская)
Коммунистическая партия Индии (марксистская) (хинди भारत की कम्युनिस्ट पार्टी (मार्क्सवादी), КПИ(М)) — влиятельная индийская политическая партия левого толка. Основана в 1964 году, в настоящее время насчитывает свыше 1 миллиона членов.

## История

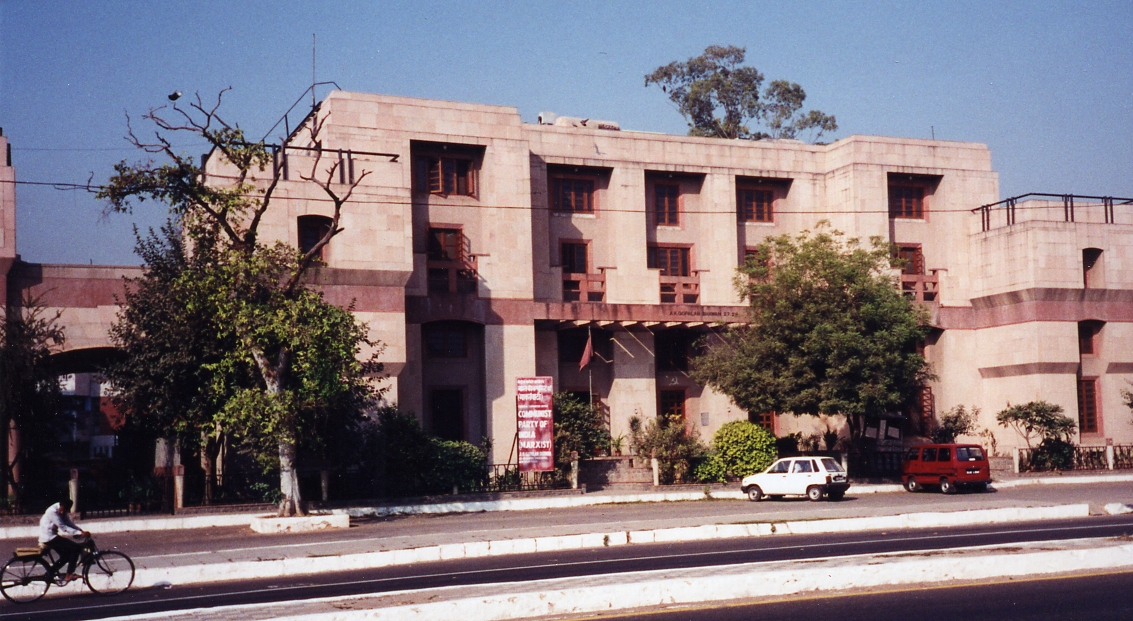
Штаб-квартира КПИ(М) в Дели

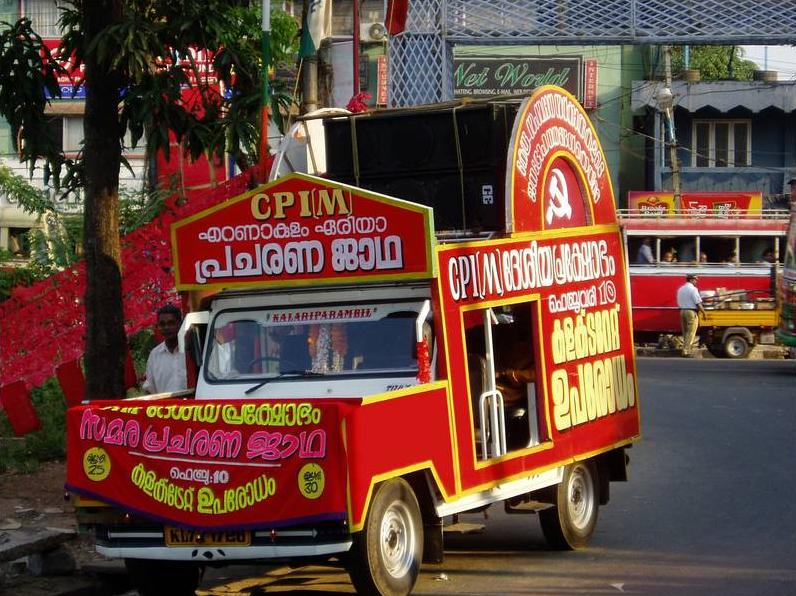
Агитавтомобиль КПИ(М)

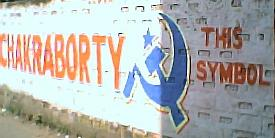
Настенная агитация за кандидата КПИ(М) Суджана Чакраборти в 2004 году

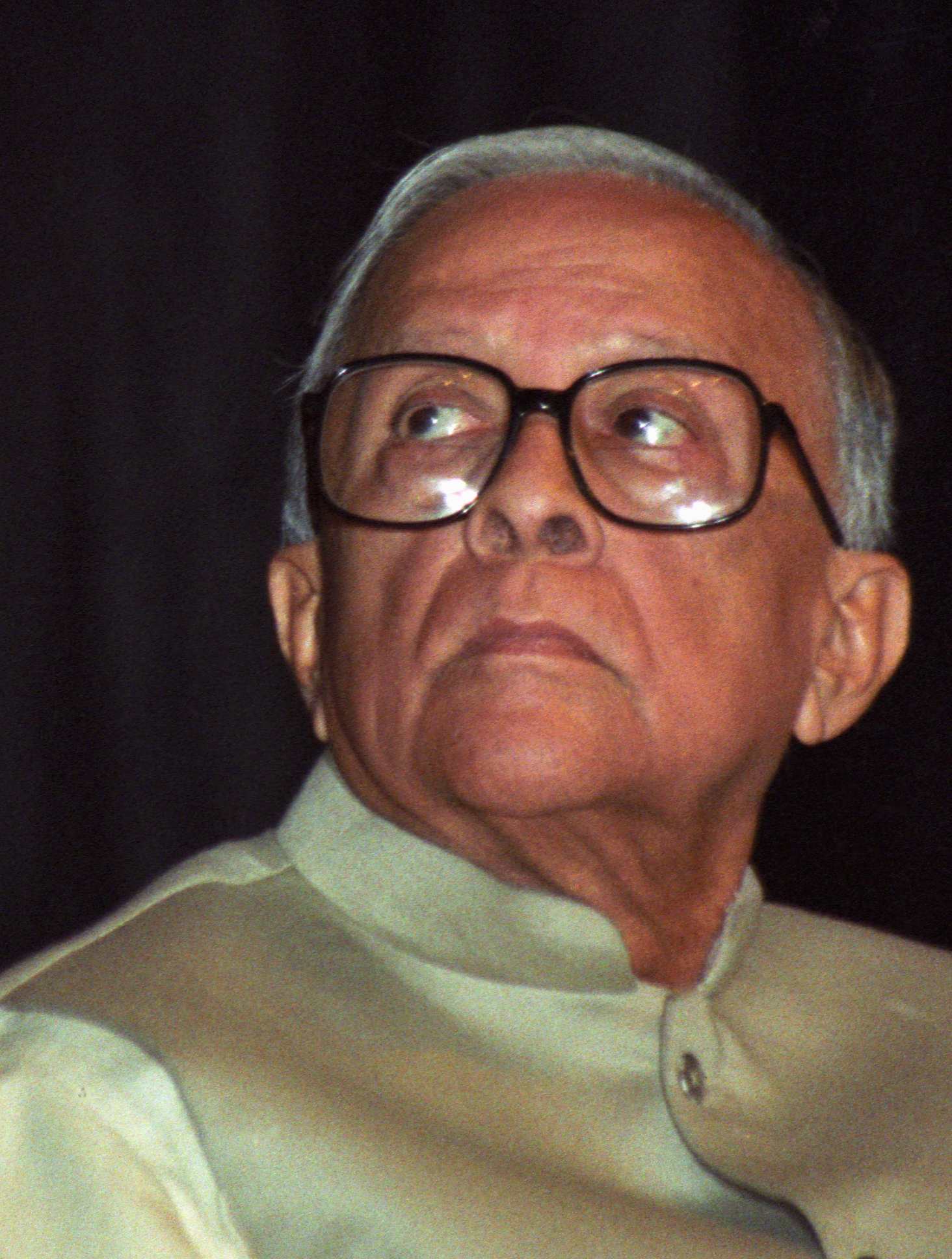
Джиоти Басу, премьер-министр Западной Бенгалии от КПИ(М) на протяжении 1977—2000 годов — длиннейший срок в истории страны

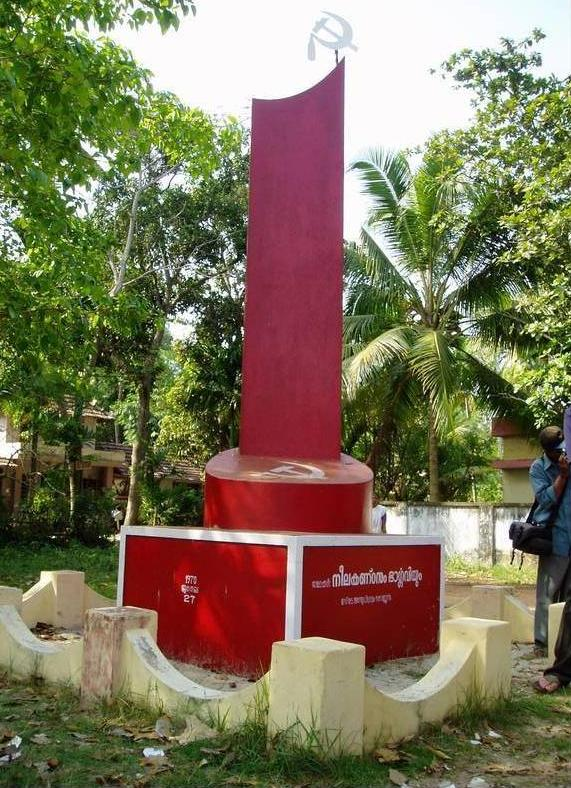
Колонна мучеников в Харипаде (Керала), установленная местными коммунистами в память о крестьянах, погибших в борьбе за земельную реформу

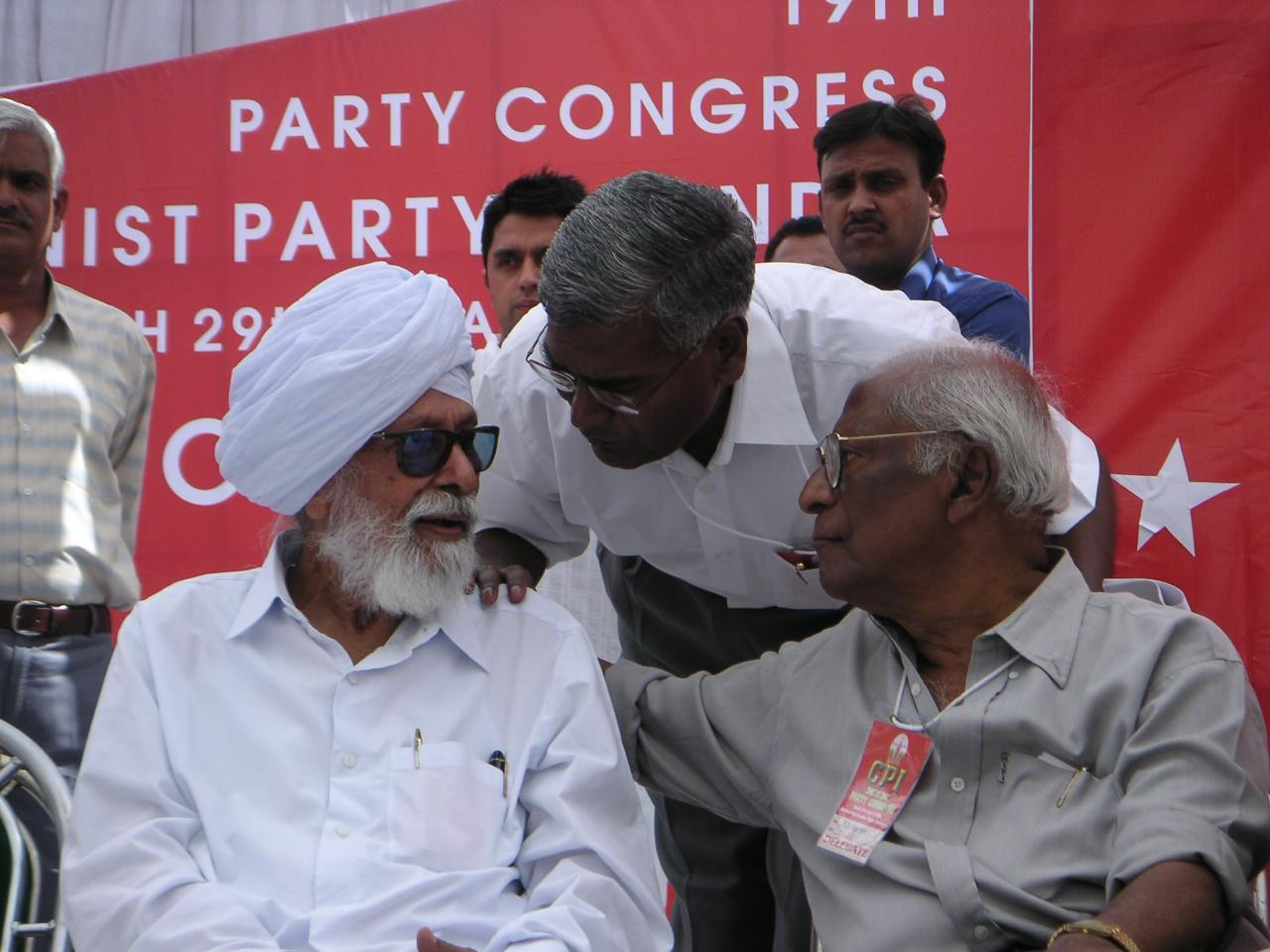
Генсек КПИ(М) в 1992—2005 годах Харкишан Сингх Сурджит (слева) со своим коллегой из КПИ Ардхенду Бхушан Бардханом

Коммунистическая партия Индии (марксистская) выделилась из Коммунистической партии Индии (КПИ) в 1964 году, вскоре после индийско-китайского вооружённого конфликта 1962 года. Эта война, наложившись на последствия китайско-советского раскола в мировом коммунистическом движении, привела к нарушению хрупкого баланса между прокитайским и просоветским крылом КПИ, который удерживался при жизни центристского генсека Аджоя Кумара Гхоша, пытавшегося примирить обе стороны.
После смерти последнего в апреле 1962 года председателем Национального совета КПИ стал «просоветский» Шрипад Амрит Данге, а генеральным секретарём — умеренный маоист Эламкулатх Мана Шанкаран Намбудирипад. Это, впрочем, не остановило центробежные тенденции — хотя на пленуме Национального совета КПИ большинство было за прокитайским крылом, его представителей исключили из партии на седьмом съезде КПИ в Калькутте (31 октября — 7 ноября 1964 года).
Первым генсеком новой Коммунистической партии Индии (марксистской) был избран Пучалапалли Сундарайя, герой антифеодального крестьянского восстания 1946—1951 годов в Телингане. В руководство партии вошли также такие политики, как Харкишан Сингх Сурджит из Пенджаба и Э. М. Ш. Намбудирипад из Кералы.
Отколовшаяся Коммунистическая партия Индии (марксистская) в итоге оказалась сильнее как по количеству членов, так и по результатах на выборах. Однако поначалу она действовала в крайне неблагоприятных условиях — уже к концу 1964 года около тысячи её членов были арестованы. Многочисленные забастовки (бандхи и харталы), объявленные КПИ(М) в 1965—1966 годах, сталкивались с полицейским насилием и человеческими жертвами.
Члены вновь созданной партии обвинили руководство КПИ в «ревизионизме», в частности критиковали её установку на «некапиталистический путь развития» Индии и правительство «национальной демократии». В противовес этому КПИ(М) провозглашала своей целью формирование «леводемократического фронта» и построение «народной демократии» по Мао Цзэдуну. Таким образом, в отличие от КПИ, ориентировавшейся на СССР и КПСС, КПИ(М) в большей степени ориентировалась на КНР и КПК. Однако и отношения с Коммунистической партией Китая и её сателлитами (такими, как Албанская партия труда и Коммунистическая партия Новой Зеландии) у КПИ(М) начали портиться уже с 1966 года, когда она решила в Западной Бенгалии поддерживать широкие электоральные альянсы со всеми нереакционными оппозиционными партиями.
При этом в штате Западной Бенгалии коммунисты, испытавшие сильное маоистское влияние, считали, что прямое крестьянское вооружённое восстание приведёт к социализму. В марте 1967 года началось восстание жителей деревни Наксалбари, поддержанное левым крылом КПИ(М) во главе с Чару Мазумдаром и Кану Саньялом: 150 членов Коммунистической партии Индии изъяли всё зерно местного землевладельца. По названию этой местности индийских повстанцев-маоистов стали называть наксалитами. Аналогичные выступления начались в других частях Индии, например, в штате Андхра-Прадеш под началом местного депутата от КПИ(М) Т. Н. Редди.
Компартия Китая приветствовала крестьянское восстание как начало революционного процесса, но руководство самой КПИ(М) отмежевалось от радикальных элементов. В 1967—1968 годах те отделились во Всеиндийский координационный комитет коммунистических революционеров. В 1969 году радикальное крыло Коммунистической партии Индии (марксистской) окончательно покинуло ряды партии и создало Коммунистическую партию Индии (марксистско-ленинскую). Последняя, в свою очередь, не смогла сохранить единство и распалась на большое количество вооружённых групп, ведущих вооружённую борьбу с правительством.
КПИ(М) же, оставаясь в рамках законности и парламентского процесса, постепенно стала сильнейшей партией легальной оппозиции — КПИ, по сути же выступая сателлитом Индийского национального конгресса (она была единственной партией, поддержавшей объявление Индирой Ганди чрезвычайного положения в 1975—1977 годах — в то время, как КПИ(М) тогда даже не выставляла кандидатов в тех же округах, что и Джаната парти, чтобы не раскалывать оппозицию ИНК), растеряла своё влияние и уступила КПИ(М).
С тех пор, как в конце 1970-х годов накал полемики между двумя партиями снизился, началось их сближение: КПИ стала выступать как младший партнёр в возглавляемых КПИ(М) левых фронтах. Э. М. Ш. Намбудирипад, уже как лидер местной Компартии (марксистской), вернулся на пост премьер-министра Кералы в 1967 году во главе правительства Единого фронта (в который также входили КПИ, Мусульманская лига, Революционная социалистическая партия, Керальская социалистическая партия и Каршака тхожилали парти). На общенациональных парламентских выборах 1980, 1984, 1989 и 1991 годов партия получала 64 или 63 мандата, а в 1996 году — целых 75. После тех выборов КПИ (М) и КПИ приняли участие в Объединённом фронте, формировавшем правительственные кабинеты Индии в 1996—1998 годах.

## Современное состояние
Несмотря на то, что КПИ(М) является общенациональной партией, она представлена (по состоянию на 2019 год) в законодательных собраниях 8 штатов и располагает сильными позициями лишь в трёх из них — Западной Бенгалии, Керале и Трипуре. Правительства этих штатов нередко формируются КПИ(М) (в коалициях с другими левыми партиями, носящих название Левый фронт или Левый демократический фронт в Керале). С 2016 года ЛДФ находится при власти в Керале, а член политбюро КПИ(М) Пинарайи Виджаяном занимает должность главного министра штата. Менее значительны успехи КПИ(М) в Тамилнаде, Андхра-Прадеше, Бихаре и Джарханде.
В тех штатах, где КПИ(М) находилась при власти, она осуществляла важные социальные реформы, включая решение земельного вопроса в пользу крестьян, индустриализацию и кампании по ликвидации неграмотности, однако в последние десятилетия также стала подвергаться критике за принятие неолиберального экономического курса.
После парламентских выборов 2004 года КПИ(М) стала с 43 мандатами третьей по величине партией в Лок Сабхе после Индийского национального конгресса (ИНК) и Бхаратия Джаната Парти (БДП); левые партии имели, в целом, 59 мандатов и оказывали правительству Объединённого прогрессивного альянса поддержку извне (поддержка коммунистов играла решающую роль в стабильности индийского правительства), которую отозвали в июле 2008 года из-за ядерной сделки Индии и США. Пост спикера Лок Сабхи занимал член КПИ(М) Сомнатх Чаттерджи.
На парламентских выборах 2009 года КПИ(М) получила 16 мандатов в Лок Сабхе.
На парламентских выборах 2014 года КПИ(М) набрала 3,2 % голосов и получила 9 мандатов в Лок Сабхе.
КПИ(М) контролирует ряд массовых организаций, включая Федерацию демократической молодёжи Индии, Федерацию студентов Индии, Центр индийских профсоюзов, Всеиндийский союз сельскохозяйственных рабочих, крестьянский фронт Всеиндийская Кисан Сабха, Всеиндийскую демократическую ассоциацию женщин и Федерацию работников банков Индии, а также ряд движений адиваси.

## Съезды Коммунистической партии Индии (марксистской)
- 7-й съезд — 31 октября — 7 ноября 1964, Калькутта;
- 8-й съезд — 23—29 декабря 1968, Кочин;
- 9-й съезд — 27 июня — 2 июля 1972, Мадурай;
- 10-й съезд — 2—8 апреля 1978, Джалландхар;
- 11-й съезд — 26—31 января 1982, Виджаявада;
- 12-й съезд — 25—29 декабря 1985, Калькутта;
- 13-й съезд — 27 декабря 1988 — 1 января 1989, Тируванантапурам;
- 14-й съезд — 3—9 января 1992, Мадрас;
- 15-й съезд — 3—8 апреля 1995, Чандигарх;
- 16-й съезд — 5—11 октября 1998, Калькутта;
- 17-й съезд — 19—24 марта 2002, Хайдарабад;
- 18-й съезд — 6—11 апреля 2005, Нью-Дели;
- 19-й съезд — 29 марта — 3 апреля 2008, Коимбатур;
- 20-й съезд — 4—9 апреля 2012, Кожикоде;
- 21-й съезд — 14—19 апреля 2015, Вишакхапатнам.

## Генеральные секретари
- Пучалапалли Сундарайя (1964—1976)
- Э. М. Ш. Намбудирипад (1977—1992)
- Х. С. Сурджит (1992—2005)
- Пракаш Карат (2005—2015)
- Ситарам Йечури (2015—2024)

## Известные деятели
- Капитан Лакшми
- Камал Басу
- Джотирмайи Сикдар
- Сомнатх Чаттерджи
- Пракаш Карат
- М. П. Парамешваран — известный писатель и популяризатор науки был членом партии в течение 33 лет.